# Línea 522 (Montevideo)

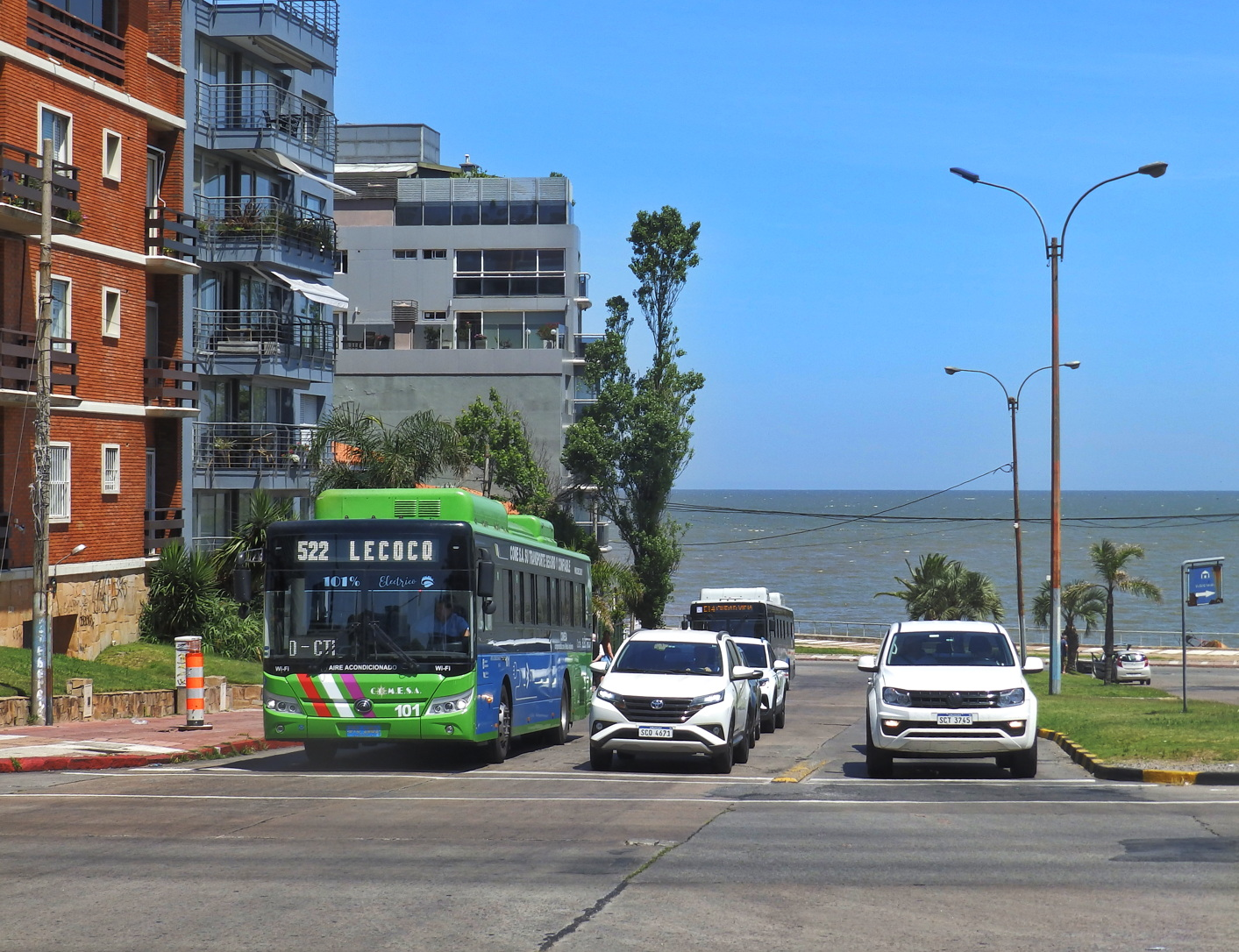
línea 522 circulando por la Avenida Luis Alberto de Herrera

La línea 522 de la red de transporte urbano de Montevideo une el barrio Pocitos con el barrio Sayago específicamente en la planta de la Corporación de Ómnibus Micro Este sobre la Avenida Millán. 

## Creación
Fue creada en 1963 por la Corporación de Ómnibus Micro Este, siendo una de sus primeras líneas en prestar servicio. Desde sus inicios, recibió la denominación de línea 22 uniendo los barrios de Pocitos y Sayago. Posteriormente, por un decreto departamental la empresa operadora debió modificar la numeración de sus líneas; surgiendo así, la línea 522, quien continúa prestando dicho servicio y recorrido.

## Recorridos
Circula por los barrios de Pocitos, Punta Carretas, Parque Rodó, Palermo, Barrio Sur, Centro, La Aguada, Arroyo Seco, Bella Vista, Prado, Aires Puros, Lavalleja, Sayago, y Sayago Norte.
Ida
| - Rambla Charles de Gaulle - Avenida Luis Alberto de Herrera - Teniente Galarza - Dr. Luis Bonavita - 26 de Marzo - Miguel Barreiro - Rambla República del Perú - 21 de Setiembre - Avenida Gonzalo Ramírez - Ejido - Miguelete - Hermano Damasceno - Yaguarón - Avenida de las Leyes - Avenida Agraciada - Avenida 19 de Abril - Avenida Millán - Rambla Francisco Lavalleja - Avenida Felipe Carapé - Reyes - Atahona - Vaimaca - Andrés Spikerman - Bulevar José Batlle y Ordóñez - Avenida Sayago - Camino Ariel - Martín Ximeno - Piribebuy - Gabito - Avenida Millán - Camino Lecocq - Camino Ariel - Héctor Suppici Sedes - Planta de la Corporación de Ómnibus Micro-Este | Vuelta - Planta de la Corporación de Ómnibus Micro-Este - Mario Rinaldi Guerra - Camino Ariel - Camino Lecocq - Avenida Millán - Gabito - Piribebuy - Martín Ximeno - Camino Ariel - Avenida Sayago - Bulevar José Batlle y Ordóñez - Atahona - Reyes - Felipe Carapé - Rambla Francisco Lavalleja - Avenida Millán - Reyes - Avenida Joaquín Suárez - Avenida 19 de Abril - Avenida Agraciada - Avenida de las Leyes - Yaguarón - Alquiles Lanza - Avenida Gonzalo Ramírez - 21 de Setiembre - Juan Benito Blanco - 26 de Marzo - Avenida Luis Alberto de Herrera - Rambla Charles de Gaulle - Terminal Pocitos (Kibón) |

### Destinos intermedios
Ida
- Parque Posadas

Vuelta
- 18 de Julio y Yaguarón
- Parque Rodó